# Juhor
Juhor (v srbské cyrilici Јухор) je pohoří v Srbsku, mezi městy Kragujevac a Paraćin. Je orientováno v severo-jižním směru; jeho délka činí cca 30 km.
Nejvyšším vrcholem pohoří je Veliki vetren, jehož nadmořská výška činí 774 m. Mezi další vrcholky pohoří Juhor patří Cvetkov grob (738 mú, Lipovača (700 m), Zmajevica (690 m) a Dobra voda (680 m), Východní hranici pohoří představuje údolí řeky Moravy; na jihu je ohraničeno řekou Zapadna Morava.
V roce 1997 byl na vrcholu Veliki vetren proveden archeologický průzkum, v rámci něhož bylo objeveno keltské hradiště a celá řada předmětů z keltských časů. V oblasti pohoří se také nacházejí dva kláštery, které byly založeny v dobách středověku a dodnes jsou funkční.